# Toshiba Brave Lupus Tokyo
Maillots
Dernière mise à jour : 18 juin 2025.
Toshiba Brave Lupus est un club japonais de rugby à XV détenu par Toshiba, et résidant à Fuchū, dans l'agglomération de Tōkyō, comme leur rival local Suntory Sungoliath. C'est le club japonais le plus titré avec huit titres de champions dont quatre Top League sur les six premières éditions.

## Histoire
Le club des Toshiba Fuchu Brave Lupus est créé en 1948 par l'usine Toshiba de Fuchū, à l'ouest de Tōkyō. La mention de Fuchu sera supprimée en 2005 pour que le club devienne celui de l'ensemble de Toshiba, sponsor officiel de la Coupe du monde 2007 et dont le nom est associé au Championnat du monde juniors 2009.
Les Brave Lupus remportent à trois reprises le Corporate Championship (1988, 1997 et 1998). En 2003, celui-ci devient la Top League. Ils terminent second sur douze équipes lors de la première édition en 2004. Cette année-là, ils parviennent en finale de la Microsoft Cup, disputée en fin de saison par les huit meilleures équipes de Top League, et gagnent le National Championship, une coupe disputée entre 22 équipes, en battant Kobe Steel 22-16 en finale. En 2005, ils gagnent leur premier titre de Top League avec 10 victoires en 11 matchs, ainsi que la Microsof Cup. L'année suivante, ils réalisent le triplé : vainqueurs en Top League, en Microsoft Cup, et en National Championship, coupe réduite à huit équipes, après un match nul en finale 6 partout contre les NEC Green Rockets.
La Top League passe à 14 clubs en 2007 et la Microsoft Cup devient sa phase finale, disputée parmi les quatre premiers. Les Brave Lupus terminent en tête de la phase régulière avec 12 victoire en 13 matchs, battent Toyota 38-33 en demi-finale et les Suntory Sungoliath 14-13 en finale pour remporter leur troisième Top League. Il gagne également le National en battant Toyota en finale 19 à 10. La saison 2007-2008 est en demi-teinte avec une défaite en demi-finale en phase finale de la Top League et en National Championship. À l'été 2008, le Néo-zélandais David Hill arrive en provenance de Bristol pour jouer demi d'ouverture. Ils ne participent plus au National mais remportent la Top League en battant Kobe en demie (26-7) et Sanyo en finale (17-6), après avoir une nouvelle fois terminé en tête de la phase régulière.

## Palmarès
- Corporate Championship (3) : 1988, 1997, 1998.
- League One (6) : 2005, 2006, 2007, 2009, 2024, 2025.
- Microsof Cup[3] (2) : 2005, 2006.
- National Championship (6) : 1997, 1998, 1999, 2004, 2006, 2007.

## Personnalités du club

### Effectif 2024-2025
| Piliers - Shuto Harabushi - Hiroto Kasai - Sena Kimura - Yuta Kokaji - Taufa Latu - Teruo Makabe - Masataka Mikami - Vea Taumoefolau - Rikyu Yamakawa Talonneurs - Mamoru Harada - Daigo Hashimoto - Ryuki Hayashi - Futoshi Mori - Rinpei Sakaki Deuxièmes ligne - Samuela Anise - Warner Dearns - Shohei Ito - Senfu Kamei - Asaeli Lausii - Jacob Pierce - PJ Steenkamp - Shoichi Takagi | Troisièmes ligne - Shannon Frizell - Michael Leitch - Afu Ofeina - Yoon Rye-on - Takeshi Sasaki - Yoshitaka Tokunaga - Hiroki Yamamoto Demis de mêlée - Shotaro Ikedo - Takahiro Ogawa - Yuhei Sugiyama - Kohei Takahashi - Motoki Tanaka Demis d'ouverture - Takuro Matsunaga - Richie Mo'unga | Centres - Gentaro Ikenaga - Taichi Mano - Yuto Mori - Seta Tamanivalu - Rob Thompson AIliers - Masaki Hamada - Rei Ishioka - Makoto Iwafuchi - Atsuki Kuwayama - Taiki Matsunobu - Jone Naikabula - Kim Suryung Arrières - Michael Collins - Stephanus Du Toit - Toshiki Kuwayama - Shohei Toyoshima |

## Anciens joueurs
- Masahiro Kunda - talonneur pour Toshiba et le Japon, maintenant entraîneur de Toshiba Brave Lupus
- Andrew McCormick - centre, ancien capitaine de l'équipe du Japon de rugby à XV, maintenant entraîneur de Coca Cola West Japan.
- Tom Taylor